# تشوي وون كونغ
تشوي وون كونغ، ممثل كوري جنوبي ولد في 12 ديسمبر 2000 في كوريا الجنوبية بدأ مشواره الفني عام 2006.

## روابط خارجية
- قالب:Cyworld
- Choi Won-hong في هانسينما
- Choi Won-hong على قاعدة بيانات الأفلام الكورية
- تشوي وون كونغ على موقع IMDb (الإنجليزية)
- تشوي وون كونغ على موقع قاعدة بيانات الفيلم (الإنجليزية)